# Akera
Akera is een geslacht van weekdieren uit de klasse van de Gastropoda (slakken).

## Soorten
- Akera bayeri Ev. Marcus & Er. Marcus, 1967
- Akera bullata O. F. Müller, 1776
- Akera julieae Valdés & Barwick, 2005
- Akera silbo Ortea & Moro, 2009
- Akera soluta (Gmelin, 1791)
- Akera spirata Staadt, 1913 †